# Ronchaux
Ronchaux ist eine französische Gemeinde mit 97 Einwohnern (Stand: 1. Januar 2022) im Département Doubs in der Region Bourgogne-Franche-Comté.

## Geographie
Ronchaux liegt auf 320 m, südlich von Quingey, etwa 24 Kilometer südsüdwestlich der Stadt Besançon (Luftlinie). Das Dorf erstreckt sich im westlichen Jura, in der Talmulde des Bief de Caille und östlich der Loue am Fuß des Bois du Fay.
Die Fläche des 5,24 km² großen Gemeindegebiets umfasst einen Abschnitt des westlichen französischen Juras. Der westliche Teil des Gebietes wird von einer plateauartigen Anhöhe am Fuß des Bois du Fay eingenommen. Diese Anhöhe senkt sich gegen Westen zum breiten Becken der Loue ab, das von den äußersten Höhenzügen des Juras umrahmt wird. Leicht eingetieft in dieses Plateau ist die Mulde des Baches Bief de Caille, der südöstlich des Dorfes in der Source de la Mittonière entspringt und abschnittsweise die nördliche Grenze bildet. Nach Osten erstreckt sich das Gemeindeareal über einen Steilhang auf den bewaldeten Höhenrücken von Bois du Fay und Bois de la Chau. Dieser Höhenzug gehört zu einer Jurakette, die sich vom Mont Poupet nordwärts bis zur Flussschleife der Loue hinzieht. Hier wird mit 593 m die höchste Erhebung von Ronchaux erreicht.
Nachbargemeinden von Ronchaux sind Le Val mit Montfort im Norden, Bartherans im Osten, By im Süden sowie Paroy und Samson im Westen.

## Geschichte
Im Mittelalter gehörte Ronchaux zur Herrschaft Montfort. Zusammen mit der Franche-Comté gelangte das Dorf mit dem Frieden von Nimwegen 1678 an Frankreich.

## Bevölkerung
| Jahr                       | 1962 | 1968 | 1975 | 1982 | 1990 | 1999 | 2016 |
| Einwohner                  | 74   | 69   | 60   | 57   | 62   | 74   | 88   |
| Quellen: Cassini und INSEE |      |      |      |      |      |      |      |

Mit 97 Einwohnern (Stand 1. Januar 2022) gehört Ronchaux zu den kleinsten Gemeinden des Départements Doubs. Nachdem die Einwohnerzahl in der ersten Hälfte des 20. Jahrhunderts insgesamt abgenommen hatte (1901 wurden noch 130 Personen gezählt), wurde seit Beginn der 1980er Jahre wieder ein leichtes Bevölkerungswachstum verzeichnet.

## Wirtschaft und Infrastruktur
Ronchaux war bis weit ins 20. Jahrhundert hinein ein vorwiegend durch die Landwirtschaft (Ackerbau, Obstbau und Viehzucht) und die Forstwirtschaft geprägtes Dorf. Daneben gibt es heute einige Betriebe des lokalen Kleingewerbes. Mittlerweile hat sich das Dorf auch zu einer Wohngemeinde gewandelt. Einige Erwerbstätige sind Wegpendler, die in den größeren Ortschaften der Umgebung ihrer Arbeit nachgehen.
Die Ortschaft liegt abseits der größeren Durchgangsstraßen, ist aber von der Hauptstraße N83, die von Besançon nach Lons-le-Saunier führt, leicht erreichbar. Weitere Straßenverbindungen bestehen mit Paroy und Montfort.